# LaserLock
LaserLock ist ein Kopierschutzsystem für CD-ROMs mit 32-Bit-Windows-Anwendungen, das 1995 von der griechischen Firma MLS LaserLock International Inc. eingeführt wurde.

## Technik
LaserLock soll prüfen, ob der Originaldatenträger eines Programms eingelegt ist. Diese Überprüfung kann regelmäßig oder nur einmal während der Installation des Programms durchgeführt werden. LaserLock war eines der ersten verfügbaren Kopierschutzsysteme, wobei im Laufe der Zeit verschiedene Versionen entwickelt wurden.
Es verwendet eine Kombination aus schwer reproduzierbaren Markierung auf dem Datenträger und Verschlüsselung. Der Schutzcode wird mit einem proprietären Werkzeug in eine ausführbare Datei auf dem Datenträger eingebettet. Diese Datei, die für die Suche nach der physischen Markierung auf dem Datenträger zuständig ist, wird dabei verschlüsselt und erhält einen mehrschichtigen Schutz vor Codeanalyse, um Reverse Engineering zu erschweren. Die Schlüssel zu den verschlüsselten Nutzdaten befinden sich auf dem Datenträger zwischen formal fehlerhaften Bereichen eingebettet, um zu verhindern, dass standardkonforme Laufwerke die Daten sequentiell durchlesen und kopieren. Es existieren Routinen, die die Verwendung eines Debuggers erkennen sollen, um daraufhin den regulären Programmablauf abzubrechen. LaserLock fügt dem Datenträger ein verstecktes Verzeichnis namens Laserlok mit Dateien hinzu, die formal fehlerhafte Daten enthalten. Beim Kopieren des Datenträgers stößt das Lesegerät aufgrund dieser Daten auf Fehler. Kopieren führt zu instabilem Verhalten der kopierten Software und oft zu fehlerhaften Sektoren, die eine Verwendung ohne den Originaldatenträger unmöglich machen sollen.
Die Größe der verschlüsselten Datei variiert von 20 MB auf CD-ROMs bis 40 MB auf DVD-ROMs und kann in speziellen Fällen auf 5 MB reduziert werden. Die Verwendung dieses Kopierschutzes ist an einem versteckten Ordner namens „LASERLOK“ erkennbar. Der Schutz kann umgangen werden, indem Rohdaten ohne Fehlerkorrektur kopiert werden. Dazu existieren generische Patcher-Programme, mit denen der Schutz umgangen werden kann.